# Pimelles
Pimelles település Franciaországban, Yonne megyében. Lakosainak száma 62 fő (2022. január 1.). Pimelles Cruzy-le-Châtel, Ancy-le-Libre, Baon, Gland és Tanlay községekkel határos.

## Népesség
A település népességének változása:
| Lakosok száma | 59   | 60   | 62   | 62   | 62   | 63   | 63   | 61   | 62   |
|               | 2013 | 2015 | 2016 | 2017 | 2018 | 2019 | 2020 | 2021 | 2022 |